# 张艳梅
张艳梅（1970年10月26日—），中国吉林省人，女子短道速滑运动员、教练员。
张艳梅出生于舒兰市，14岁进入吉林省体校，1986年入选中国国家短道速滑队，在1994年冬奥会上获得一枚银牌，现任沈阳八一速滑队教练。